# Acanthurus xanthopterus
Acanthurus xanthopterus е вид лъчеперка от семейство Acanthuridae. Видът е незастрашен от изчезване.

## Разпространение и местообитание
Разпространен е в Австралия, Американска Самоа, Британска индоокеанска територия, Бруней, Вануату, Виетнам, Гуам, Еквадор (Галапагоски острови), Източен Тимор, Индия (Андамански и Никобарски острови), Индонезия, Камбоджа, Кения, Кирибати (Гилбъртови острови, Лайн и Феникс), Кокосови острови, Колумбия, Коморски острови, Коста Рика, Мавриций, Мадагаскар, Майот, Малайзия, Малдиви, Малки далечни острови на САЩ (Остров Бейкър и Хауленд), Маршалови острови, Мексико, Мианмар, Микронезия, Мозамбик, Науру, Никарагуа, Ниуе, Нова Каледония, Остров Рождество, Острови Кук, Палау, Панама, Папуа Нова Гвинея, Провинции в КНР, Реюнион, Самоа, САЩ (Хавайски острови), Северни Мариански острови, Сейшели, Сингапур, Соломонови острови, Сомалия, Острови Спратли, Тайван, Тайланд, Танзания, Токелау, Тонга, Тувалу, Уолис и Футуна, Фиджи, Филипини, Френска Полинезия, Френски южни и антарктически територии (Нормандски острови), Хондурас, Шри Ланка, Южна Африка и Япония.
Среща се на дълбочина от 0,2 до 100 m, при температура на водата от 24,3 до 29 °C и соленост 32,9 – 36,2 ‰.

## Описание
На дължина достигат до 70 cm.
Популацията им е стабилна.